# Pierre Louis Dulong

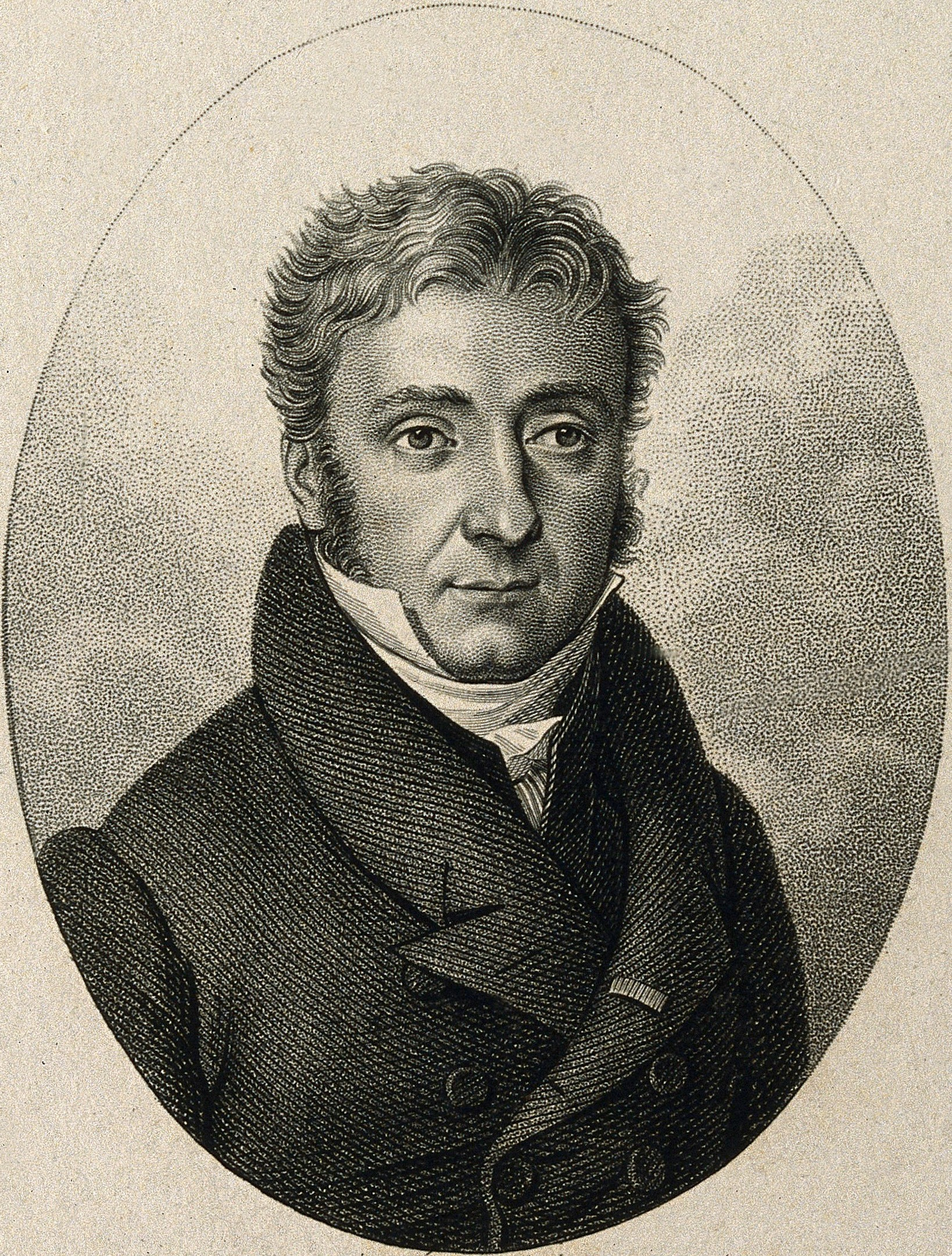
Pierre Dulong

Pierre Louis Dulong (Rouen, 12 februari 1785 – Parijs, 19 juli 1838) was een Franse natuurkundige. 
Pierre Louis Dulong studeerde natuurkunde en scheikunde aan de École Polytechnique in Parijs. In 1820 werd hij hoogleraar aan de École Polytechnique en in 1830 werd hij tot directeur benoemd. Sinds 1823 was hij lid van het genootschap Académie des Sciences en in 1832 werd hij er secretaris. 
Hij bestudeerde de soortelijke warmte en de thermische uitzetting. De Wet van Dulong en Petit is mede naar hem genoemd. Ook onderzocht hij de chemische samenstelling van stikstoftrichloride (1811). Door een explosie van deze gevaarlijke scheikundige verbinding verloor hij een oog en drie vingers. 
Hij is een van de 72 Fransen wier namen in reliëf op de Eiffeltoren zijn aangebracht.